# Ligue des jeunes amis de l'Alsace-Lorraine
La Ligue des jeunes amis de l'Alsace-Lorraine est une organisation de jeunesse nationaliste et revanchiste française fondée en 1911.

## Histoire
Née dans un contexte de fortes tensions franco-allemandes marqué par le « coup d'Agadir », la Ligue des jeunes amis de l'Alsace-Lorraine affiche son irrédentisme à l'égard des territoires que l'Empire allemand a annexés à la suite du traité de Francfort. Son but est de sensibiliser les élèves des facultés, des lycées et des collèges à la question de l'Alsace-Lorraine, au moyen de conférences, de publications et de voyages organisés pendant les vacances scolaires dans ces provinces perdues, dont plusieurs membres de la ligue sont originaires. L'hebdomadaire L'Alsacien-Lorrain de Paris, dirigé par Eugène Florent-Matter, est son organe officiel. Son siège social est fixé au no 71 de la rue des Saints-Pères puis au no 171 du boulevard Saint-Germain, près du Quartier latin, à Paris. Son président est le comte Renauld-Hubert-Stephen de Chaumont-Quitry (1891-1963).
Issu d'un milieu monarchiste (il est le petit-fils du député bonapartiste Odon de Chaumont-Quitry et le neveu du marquis Félix de Chaumont-Quitry, délégué du duc d'Orléans pour la région de Bourges), Renauld de Chaumont-Quitry est initialement proche des « Jeunesses républicaines » avant de rejoindre l'Action française dans les années qui suivent la Première Guerre mondiale.
Revendiquant 3 000 membres en 1914, la ligue s'adresse à tous les jeunes patriotes sans distinction d'opinions politiques ou religieuses mais, dans les faits, elle semble davantage recruter à droite de l'échiquier politique. Disposant d'adhérents en province, elle bénéficie notamment du ralliement, le 22 juin 1913, d'étudiants de l'Université de Bordeaux représentés par leur professeur Albert Dufourcq.
L'insigne de la ligue est un écusson émaillé aux couleurs de l'Alsace, au milieu duquel se trouve la croix de Lorraine sur un petit écusson à fond bleu.

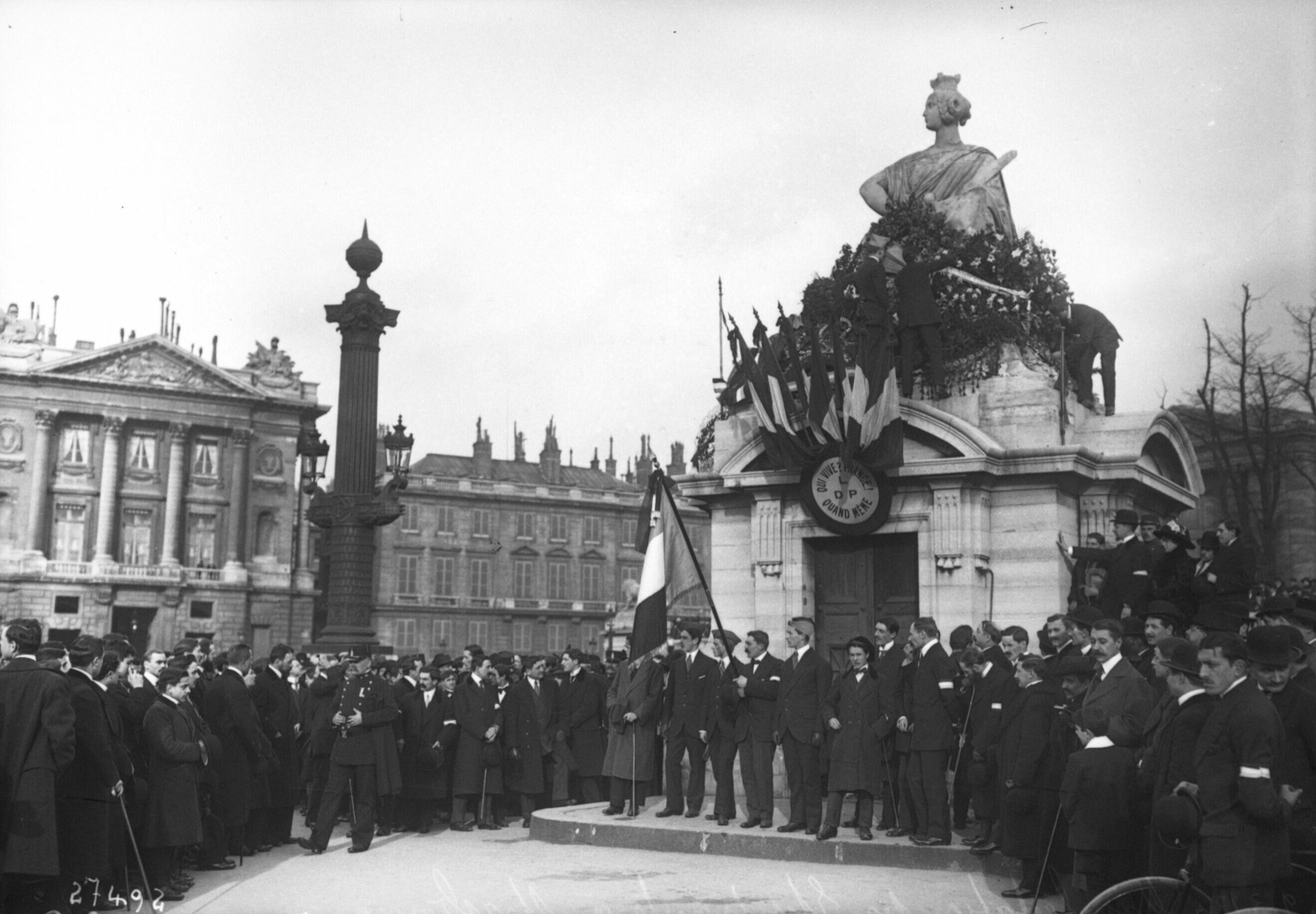
Manifestation des étudiants à la statue de Strasbourg, place de la Concorde, le 9 mars 1913.

Parmi les premières manifestations de la ligue, on note sa participation, les 25 juin et 27 novembre 1911, à des meetings parisiens organisés par plusieurs organisations d'étudiants afin de protester contre la dissolution du Cercle des étudiants de Strasbourg par le sénat académique de la Kaiser-Wilhelms-Universität et contre la cession d'une partie du Congo à l'Allemagne. Elle est aussi aux côtés de ces organisations estudiantines le 17 mars 1912 et le 9 mars 1913, à l'occasion de cortèges entre la place de la Sorbonne et la statue de Strasbourg de la place de la Concorde,,. Le 14 mars 1913, à l'occasion de sa grande réunion annuelle, présidée par Maurice Barrès, la ligue organise une conférence d'Émile Haumant sur « la question serbe et son intérêt alsacien-lorrain ».
Au début du mois de février 1914, la ligue invite Stéphane Lauzanne, rédacteur en chef du Matin, à prononcer une causerie sur la Russie au théâtre municipal de Belfort. La conférence est accompagnée de projections cinématographique sur la vie à la Légion étrangère et d'une présentation de dessins par Henri Zislin. Les Jeunes amis de l'Alsace-Lorraine participent également aux funérailles de Déroulède le 3 février 1914, mais un contretemps empêche Chaumont-Quitry de prononcer le discours qu'il avait préparé,. Quelques jours plus tard, la ligue organise au Havre, sous la présidence de Raoul-Duval fils, une conférence d'Émile Hinzelin sur « l'Alsace d'aujourd'hui ». Le 5 mars suivant, elle tient son assemblée générale sous la présidence d'Henri Galli. Cette réunion est suivie d'une conférence d'André Hallays sur « les Rohan et l'Alsace au XVIIIe siècle » devant un auditoire de plus de six-cents personnes. Le 30 mai, une causerie de Jeanne D'Orliac sur « la jeunesse de France et la jeunesse d'Alsace » est illustrée par la projection d'autochromes réalisés par Jules Gervais-Courtellemont.

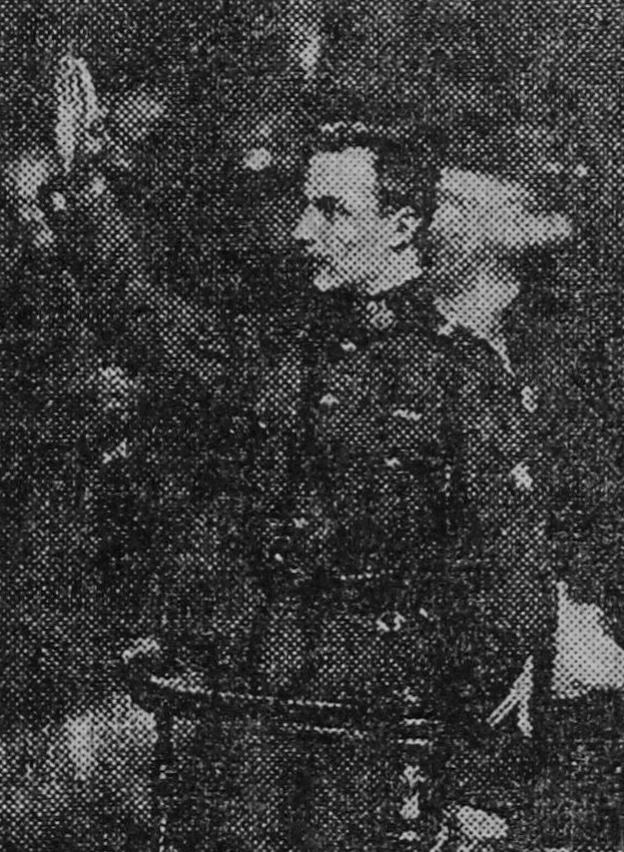
Renauld de Chaumont-Quitry, président de la ligue, témoignant lors du procès de Raoul Villain (27 mars 1919).

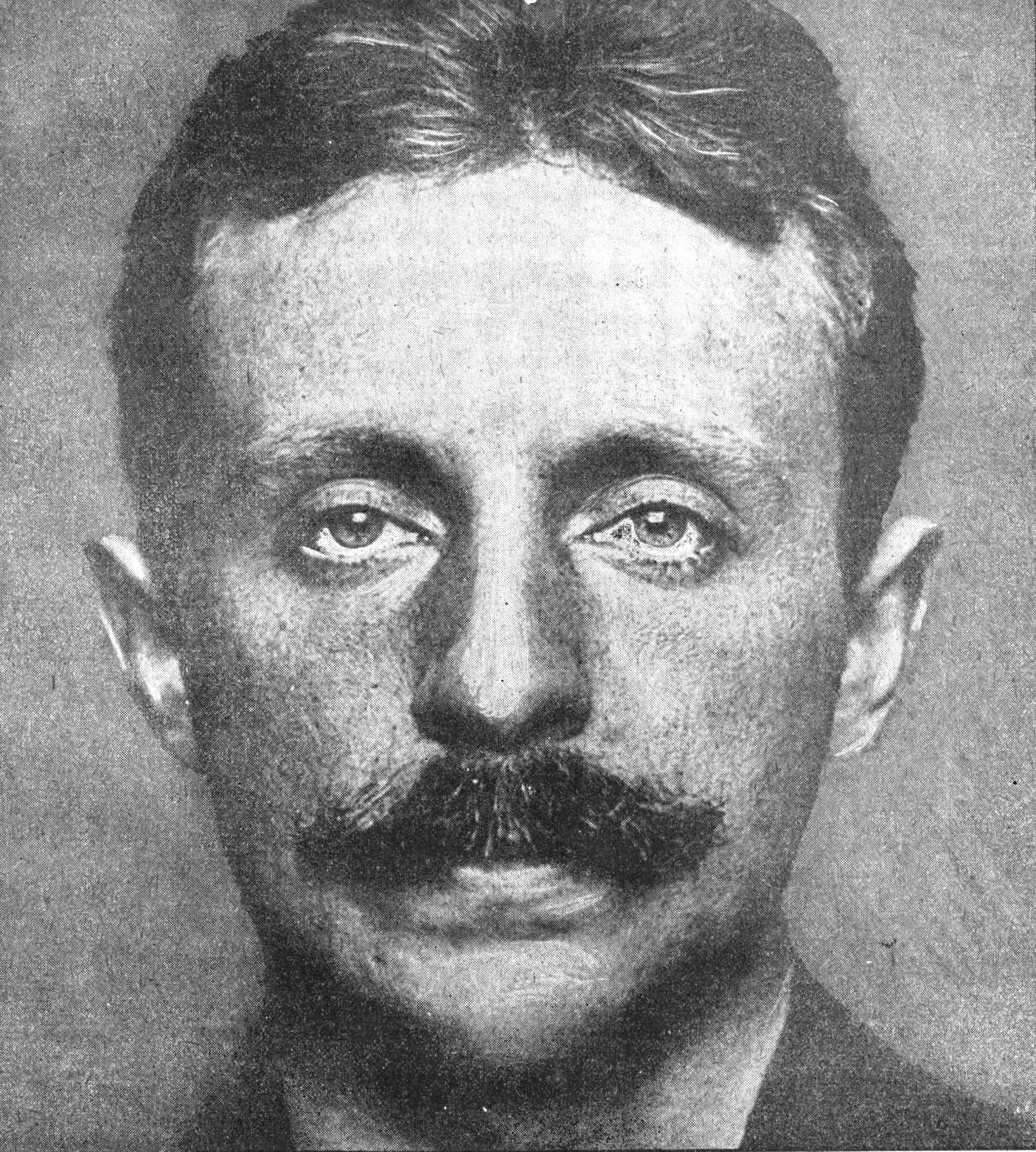
Raoul Villain

Raoul Villain, un ex-silloniste, avait rejoint la ligue en 1913, alors que celle-ci défendait avec virulence le projet de la loi des trois ans. En tant que principal opposant à ce projet de loi, le tribun socialiste Jean Jaurès est assassiné par Villain le 31 juillet 1914. Lors du procès, le 27 mars 1919, Renauld de Chaumont-Quitry fera partie des témoins à décharge.
Après la Première Guerre mondiale et la récupération des départements alsaciens et mosellan, les objectifs de la ligue semblent atteints. D'anciens membres, dont Jean Schlicklin, décident cependant de lancer une « Ligue des amis de l'Alsace-Lorraine » ayant vocation à approfondir les liens culturels entre les Alsaciens-Lorrains et les autres Français, sous la présidence d'honneur de Clemenceau et du maréchal Foch.

## Membres

### Comité directeur
Au début de l'année 1914, le comité directeur de la ligue est composé des personnes suivantes :
- Antoine Bruno-Braun (vice-président)
- Renauld de Chaumont-Quitry (président)
- Christian-Marie Funck-Brentano (vice-président)
- Henri Guérin (vice-président)
- Jean Schlicklin (secrétaire général)
- Jacques Zeller (vice-président)

### Comité d'honneur
Au début de l'année 1914, le comité d'honneur de la ligue est composé des personnalités suivantes :
- Paul Acker
- Pierre Adigard, député de l'Orne
- Henri Albert, directeur du Messager d'Alsace-Lorraine
- Maurice Barrès, de l'Académie française
- Théodore Beck, directeur de l’École alsacienne
- Général Bonnal
- Gabriel Bonvalot
- E. Chevé, rédactrice au Dur's Elsass
- Georges Delahache
- Paul Déroulède, président de la Ligue des patriotes
- Domelier, rédacteur en chef de la Dépêche des Ardennes
- Henri Dontenville, agrégé d'histoire
- Commandant Driant, député de Meurthe-et-Moselle
- Georges Ducrocq, directeur des Marches de l'Est
- Georges Duruy, professeur à l’École polytechnique
- Carlos Fischer
- Maurice Flayelle, député des Vosges
- Eugène Florent-Matter, directeur de L'Alsacien-lorrain de Paris
- Henri Galli, conseiller municipal de Paris
- Louis Geisler, membre correspondant de l'Académie de Metz
- Georges Grappe
- René Grosdidier, sénateur de la Meuse
- André Hallays
- Émile Haumant, professeur à la Sorbonne
- René Henry, professeur à l’École libre des sciences politiques
- Émile Hinzelin
- colonel Keller
- Albert Lefébure, député de la Meuse
- André Lichtenberger
- Henri Lichtenberger, professeur à la Sorbonne
- Fery de Ludre, député de Meurthe-et-Moselle
- Louis Madelin
- Albert Malet, agrégé d'histoire
- Louis Marin, député de Meurthe-et-Moselle
- Docteur Paul Michaux, président de la Fédération gymnastique et sportive des patronages de France
- Christian Pfister, professeur à la Sorbonne
- Frédéric Régamey
- Jeanne Régamey
- Joseph Sansbœuf, président de la Fédération des sociétés alsaciennes-lorraines de France et des colonies
- Jules Siegfried, député de Seine-Inférieure
- Albert-Émile Sorel
- Général Thomassin

### Autres membres
- Anselme Laugel[21]
- Raoul Villain[18]